# Episodi de La nostra amica Robbie (seconda stagione)
Gli episodi della seconda stagione di La nostra amica Robbie sono andati in onda dal 26 dicembre del 2002 al 22 febbraio del 2003. In Italia sono stati trasmessi dal 5 giugno 2011.
| n° | Titolo originale            | Titolo italiano         | Prima TV Germania | Prima TV Italia |
| -- | --------------------------- | ----------------------- | ----------------- | --------------- |
| 1  | Alarm im Möwennest          | Le rocce bianche        | 26 dicembre 2002  | 5 giugno 2011   |
| 2  | Seelöwenträume              | Una scoperta pericolosa | 28 dicembre 2002  |                 |
| 3  | Ruttung unter Wasser        | L'uomo senza memoria    | 4 gennaio 2003    |                 |
| 4  | Robbie als Star             | Robbie è una star       | 11 gennaio 2003   |                 |
| 5  | Große Fische, kleine Fische | Gara di pesca           | 18 gennaio 2003   |                 |
| 6  | Auf neunen Pfaden           | Madre e figlia          | 25 gennaio 2003   |                 |
| 7  | Gefahr fur Robbie           | Pericolo per Robbie     | 1º febbraio 2003  |                 |
| 8  | Stürmische Zeiten           | Una tempesta in arrivo  | 8 febbraio 2003   |                 |
| 9  | Robbie taucht ab            | Furti misteriosi        | 15 febbraio 2003  |                 |
| 10 | Start ins Leben             | Un nuovo arrivo         | 22 febbraio 2003  |                 |